# Студянка (Минская область)
Студя́нка (бел. Студзя́нка) — деревня в составе Станьковского сельсовета Дзержинского района Минской области Беларуси. Деревня расположена в 14 километрах от Дзержинска, 53 километрах от Минска и 14 километрах от железнодорожной станции Негорелое. Также деревня расположена на одноимённой реке.

## История
Известна с конца XVIII века, как деревня в Минском повете Минского воеводства Великого княжества Литовского. После второго раздела Речи Посполитой (1793 год) в составе Российской империи.
В 1800 году в деревне 7 дворов, 32 жителя, принадлежала князю Доминику Радзивиллу в составе Станьковской волости. В середине XIX века принадлежала казне и находилась в Полоневичской сельской общине. В конце XIX — начале XX века в Койдановской волости Минского уезда Минской губернии. В 1897 году — 16 дворов, 82 жителя. В 1917 году — 19 дворов, 96 жителей.
С 9 марта 1918 года в составе провозглашённой Белорусской Народной Республики, однако фактически находилась под контролем германской военной администрации. С 1 января 1919 года в составе Советской Социалистической Республики Белоруссия, а с 27 февраля того же года в составе Литовско-Белорусской ССР, летом 1919 года деревня была занята польскими войсками, после подписания рижского мира — в составе Белорусской ССР.
С 20 августа 1924 года в 1-м Нарейковском сельсовете (18 декабря 1925 года переименован в Ляховичский, с 25 июля 1931 по 23 августа 1937 года — национальный польский сельсовет) Койдановского района Минского округа. С 29 июля 1932 года в составе Дзержинского района, с 31 июля 1937 года в Минском районе. С 20 февраля 1938 года в Минской области, с 4 февраля 1939 года в воссозданном Дзержинском районе. В 1926 году — 23 двора, 91 житель. В 1930-е организован колхоз имени Крупской, работала механическая мастерская, и кузня, обслуживаемая Негорельским МТС.
В Великую Отечественную войну с 28 июня 1941 по 6 июля 1944 года находилась под немецко-фашистской оккупацией, на фронте погибли 4 жителя.
В 1960 году проживали 77 жителей, входила в состав колхоза «Беларусь» (центр — д. Гарбузы). В 1991 году — 10 дворов, 23 жителя. В 2009 году в составе сельскохозяйственного ЗАО «Негорельское». 30 октября 2009 года, деревня перешла из состава упразднённого Ляховичского сельсовета в Станьковский сельсовет.

## Население
| Численность населения (по годам) | Численность населения (по годам) | Численность населения (по годам) | Численность населения (по годам) | Численность населения (по годам) | Численность населения (по годам) | Численность населения (по годам) | Численность населения (по годам) |
| 1800                             | 1897                             | 1909                             | 1917                             | 1926                             | 1960                             | 1991                             | 1999                             |
| -------------------------------- | -------------------------------- | -------------------------------- | -------------------------------- | -------------------------------- | -------------------------------- | -------------------------------- | -------------------------------- |
| 32                               | ↗82                              | ↗96                              | ↘93                              | ↘91                              | ↘77                              | ↘23                              | ↗29                              |
| 2004                             | 2010                             | 2017                             | 2018                             | 2020                             |                                  |                                  |                                  |
| →29                              | ↘20                              | ↘16                              | ↘15                              | ↘13                              |                                  |                                  |                                  |